# Doros Christodoulidis
Doros Christodoulidis (în greacă Δώρος Χριστοδουλίδης; n. 28 martie 1946, Dimos Larnakas⁠(d), Eparchia Larnakas, Cipru – d. 2 aprilie 2024, Dimos Larnakas⁠(d), Eparchia Larnakas, Cipru) a fost un cardiolog și om politic cipriot. Membru al Partidului Progresist al Muncitorilor⁠(d), a servit în Camera Reprezentanților⁠(d) din 1991 până în 2004 și în Parlamentul European din mai până în iulie 2004.
Christodoulidis a murit în districtul Larnaca pe 2 aprilie 2024, la vârsta de 78 de ani.